# 鳳凰山公園駅
鳳凰山公園駅（ほうおうさんこうえんえき）は、中華人民共和国江蘇省南京市六合区延安路と秦苑路の交差点にある、南京地下鉄S8号線の駅である。

## 駅名
駅名については、事業着手当初は南京地下鉄集団は「鳳凰山公園駅」の仮称を用いており、開業前に駅名が「鳳凰山公園駅」に決定したことが発表された。

## 歴史
- 2014年8月1日S8号線の駅として開業。

## 駅構造

### のりば
| 番線 | 路線             | 方面                                          | 行先          |
| ---- | ---------------- | --------------------------------------------- | ------------- |
|      | 南京地下鉄S8号線 | 卸甲甸・高新開発区・長江大橋北・柳洲南路 方面 | 浦口公園 行き |
|      | 南京地下鉄S8号線 | 方州広場・沈橋・八百橋・金牛湖 方面           | 天長 行き     |

### 改札・出入口
- 3号出入口：延安北路
- 4号出入口：延安路

## 駅周辺
- 鳳凰山公園
- 六合区体育場
- 六合区人民医院

## 隣の駅
南京地下鉄
■S8号線
雄州駅- 鳳凰山公園駅-方州広場駅